# Хрещення Русі (срібна монета)
«Хре́щення Русі́» — пам'ятна срібна монета номіналом 10 гривень, випущена Національним банком України, присвячена офіційному запровадженню християнства як державної релігії. На початку 988 року християнство прийняли Володимир Великий та його найближче оточення. Весною того ж року до віри прилучилися кияни, що започаткувало початок хрещення всієї країни.
Монету введено в обіг 16 жовтня 2000 року. Вона належить до серії «2000-ліття Різдва Христового».

## Опис монети та характеристики
| Номінал грн. | Метал  | Маса, г      | Діаметр, мм | Якість виготовлення | Гурт     | Тираж, штук |
| ------------ | ------ | ------------ | ----------- | ------------------- | -------- | ----------- |
| 10           | срібло | 31,1 / 33,62 | 38,61       | пруф                | рифлений | 10 000      |

### Аверс
На аверсі монети між двома постатями ангелів розміщено зображення малого Державного герба України і написи: «УКРАЇНА» та «10», «ГРИВЕНЬ», «2000», позначення металу — «Ag», його проба — «925», вага у чистоті — «31,1», та логотип Монетного двору Національного банку України.

### Реверс

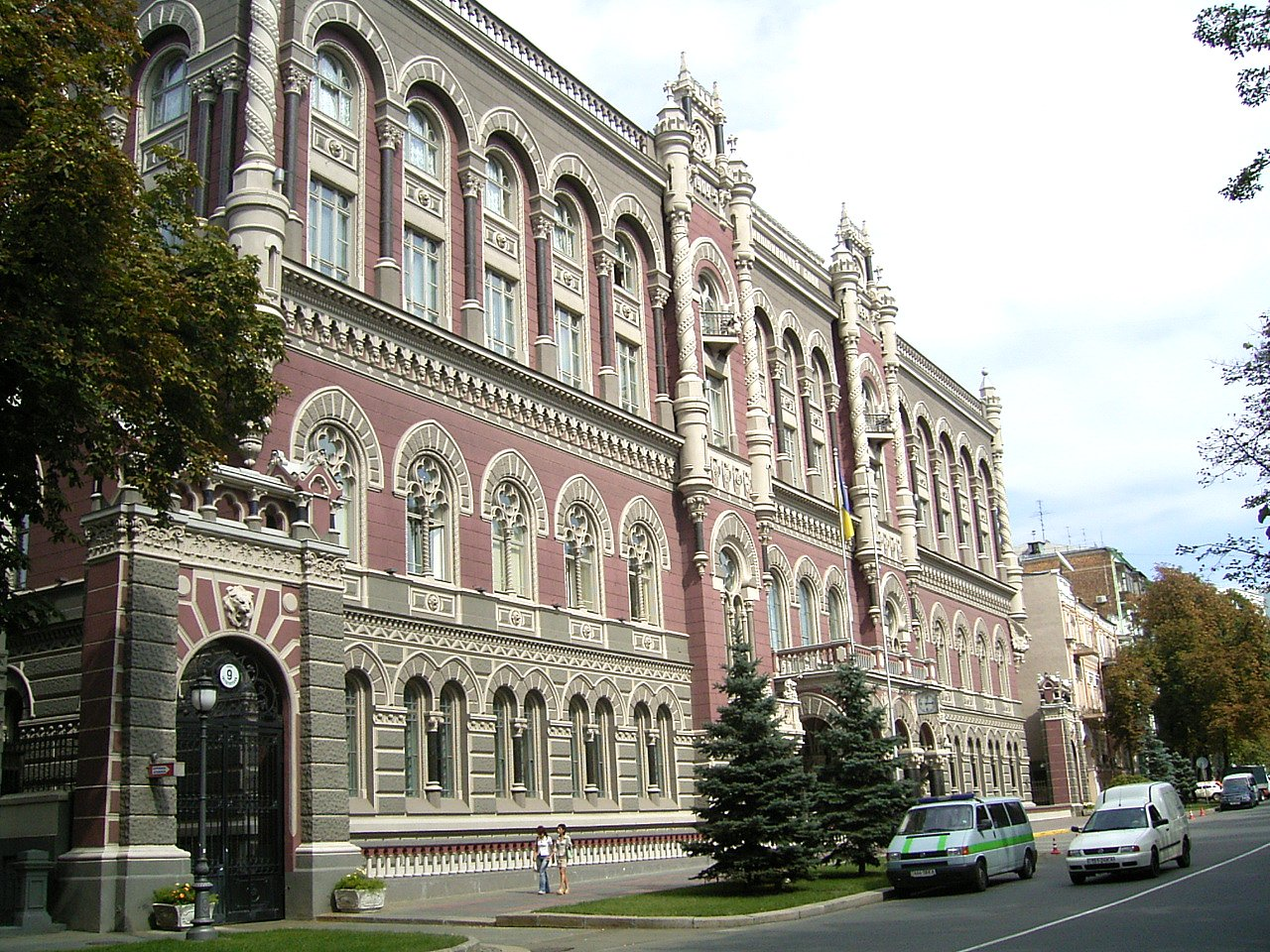
Будівля Національного банку України

На реверсі монети на передньому плані розміщено хрестоподібну композицію із зображенням князя Володимира-Хрестителя на тлі сцени хрещення киян і стилізований напис: «ХРЕЩЕННЯ РУСІ».

## Автори
- Художник — Чайковський Роман.
- Скульптор — Чайковський Роман.

## Вартість монети
Ціна монети — 575 гривень була вказана на сайті Національного банку України в 2012 році.
Фактична приблизна вартість монети, з роками змінювалася так:
| Рік        | 2010 | 2011 | 2012 | 2013 | 2014 | 2015 | 2016  | 2017  | 2018  | 2019  | 2020  | 2021  | 2022  | 2023  | 2024  | 2025  |
| ---------- | ---- | ---- | ---- | ---- | ---- | ---- | ----- | ----- | ----- | ----- | ----- | ----- | ----- | ----- | ----- | ----- |
| Ціна, грн. | 530  | 600  | 600  | 600  | 600  | 600  | 1 200 | 1 070 | 1 050 | 1 050 | 1 050 | 1 150 | 1 350 | 1 800 | 3 300 | 3 500 |